# Medeklinkerstapeling
Een medeklinkerstapeling, ook medeklinkercluster of consonantcluster genoemd, is een opeenvolging van twee of meer medeklinkers in een woord zonder klinker ertussen. Een voorbeeld hiervan in het Nederlands is de groep /spl-/ aan het begin van "splijten".
In de Nederlandse taal zijn lange medeklinkerstapelingen mogelijk, mede door het gebruik van samenstellingen waarbij een woord dat eindigt op veel medeklinkers aaneengeschreven kan worden met een woord dat begint met veel medeklinkers. Het Nederlands kent ook diverse klanken die met twee medeklinkers geschreven worden, zoals ng en ch. Het gaat dan ook om stapeling van schrijfletters, niet van spraakklanken.
Voorbeelden van meer dan zeven medeklinkers achter elkaar zijn schaars. Het woord "angstschreeuw" heeft acht opeenvolgende medeklinkers, "slechtstschrijvend" en "zachtstschrijdend" zelfs negen opeenvolgende medeklinkers. Samenstellingen met borsjtsj, zoals "borsjtsjschrokkende" of "borsjtsjschrapende", kunnen tot 10 medeklinkers achter elkaar bereiken, maar omdat er hier van een leenwoord gebruik wordt gemaakt waarvan de spelling geenszins vaststaat, zijn die niet algemeen erkend.
In sommige andere talen zijn medeklinkerstapelingen nauwelijks mogelijk. In het Hebreeuws bijvoorbeeld wordt bijna iedere medeklinker gevolgd door een klinker.

## Definitie
Volgens sommige taalkundigen is de term medeklinkerstapeling alleen van toepassing op opeenvolgingen van medeklinkers binnen een en dezelfde lettergreep, volgens andere is het handiger om de definitie ook over de grenzen van lettergrepen heen te hanteren. Volgens de eerste definitie zouden de langste medeklinkerstapelingen in hoestdrank dan /st/, /dr/ en /nk/ zijn, volgens de laatste is dit /stdr/.

## In verschillende talen

### Nederlands
- angstschreeuw
- borsjtsj (en samenstellingen hiermee)
- hengstschrede
- herfstschlager
- herfstschraalte
- slechtstschrijvend
- volksschrijver
- herfstschroeforchis

### Andere talen
De fonotaxis van een taal bepaalt in hoge mate welke medeklinkerclusters er worden toegelaten. Er zijn talen die ze helemaal niet kennen, zoals het Maori en het Pirahã. In het Japans worden alleen combinaties van een medeklinker + /j/ getolereerd, zoals in de naam Tokyo. Over de grenzen van lettergrepen heen worden ook combinaties van een nasaal plus andere medeklinkers toegelaten, zoals in de naam Honshu en het woord tempura. Ook de meeste Malayo-Polynesische talen laten niet meer dan twee medeklinkers achter elkaar toe, evenals de meeste Semitische talen, zoals het Standaardarabisch dat geen medeklinkerclusters aan het begin van woorden toelaat, noch meer dan twee opeenvolgende medeklinkers elders. Het Khmer en het Fins laten per lettergreep niet meer dan drie medeklinkers achter elkaar toe en het Fins kent van nature ook zeer weinig medeklinkerclusters aan het begin van woorden.
Anderzijds zijn er ook talen waarin wel vier tot zes of zelfs acht medeklinkers achter elkaar mogelijk zijn, zoals de meeste Kartveelse talen, waaronder het Georgisch: brt'q'eli ("plat"), mc'vrtneli ("trainer"), prckvna ("schil"), gvbrdγvnis ("hij plukt ons"). Deze laatste lettergreep heeft de structuur MMMMMMMMKM. Ook de meeste Slavische talen zijn berucht vanwege hun lange medeklinkerclusters, maar dit lijkt iets extremer dan het is, aangezien bijvoorbeeld in het Slowaaks liquidae ook deel kunnen uitmaken van de nucleus en zich dan als een klinker gedragen. Ten slotte hebben sommige Salishtalen zelfs lange woorden helemaal zonder klinkers, zoals het Nuxálk: xłp̓x̣ʷłtłpłłskʷc̓ ("hij had een kornoeljeplant"). Het is zeer waarschijnlijk dat minstens één medeklinker hier de functie heeft van nucleus, een nogal ongebruikelijk verschijnsel.

## In leenwoorden
Bij de adaptatie van leenwoorden worden meestal de fonotactische regels van de ontlenende taal toegepast, maar niet altijd, zoals blijkt uit het woord psta dat door het Oebychs, een taal die zelf niet meer dan twee medeklinkers toeliet, is ontleend aan het Adygees. Als alternatief kan bijvoorbeeld epenthesis worden toegepast, of prosthesis om medeklinkerclusters aan het begin van woorden te vermijden.

## Woorden zonder klinkers
Er zijn in de Nederlandse schrijftaal woorden die geen enkele klinker bevatten, voornamelijk afkortingen, verkortingen en tussenwerpsels. Bekende voorbeelden zijn:
1. 'k, 'm, 'n, 'r, 's, 't
2. bh, d'r, hm, ks, m'n, MS, pc, pf, tv, wc, z'n
3. brr, gps, gsm, kst, mmm, sms, sst, tbc, tss
4. grrl, rrrt